# Tonga na Letnich Igrzyskach Olimpijskich Młodzieży 2010
Tonga na Letnich Igrzyskach Olimpijskich Młodzieży w 2010 reprezentować będzie 2 sportowców w 2 dyscyplinach.

## Taekwondo
- Hulita Matekuolava

## Podnoszenie ciężarów
- Michel Taufa